# Вуд, Питер, 3-й граф Галифакс

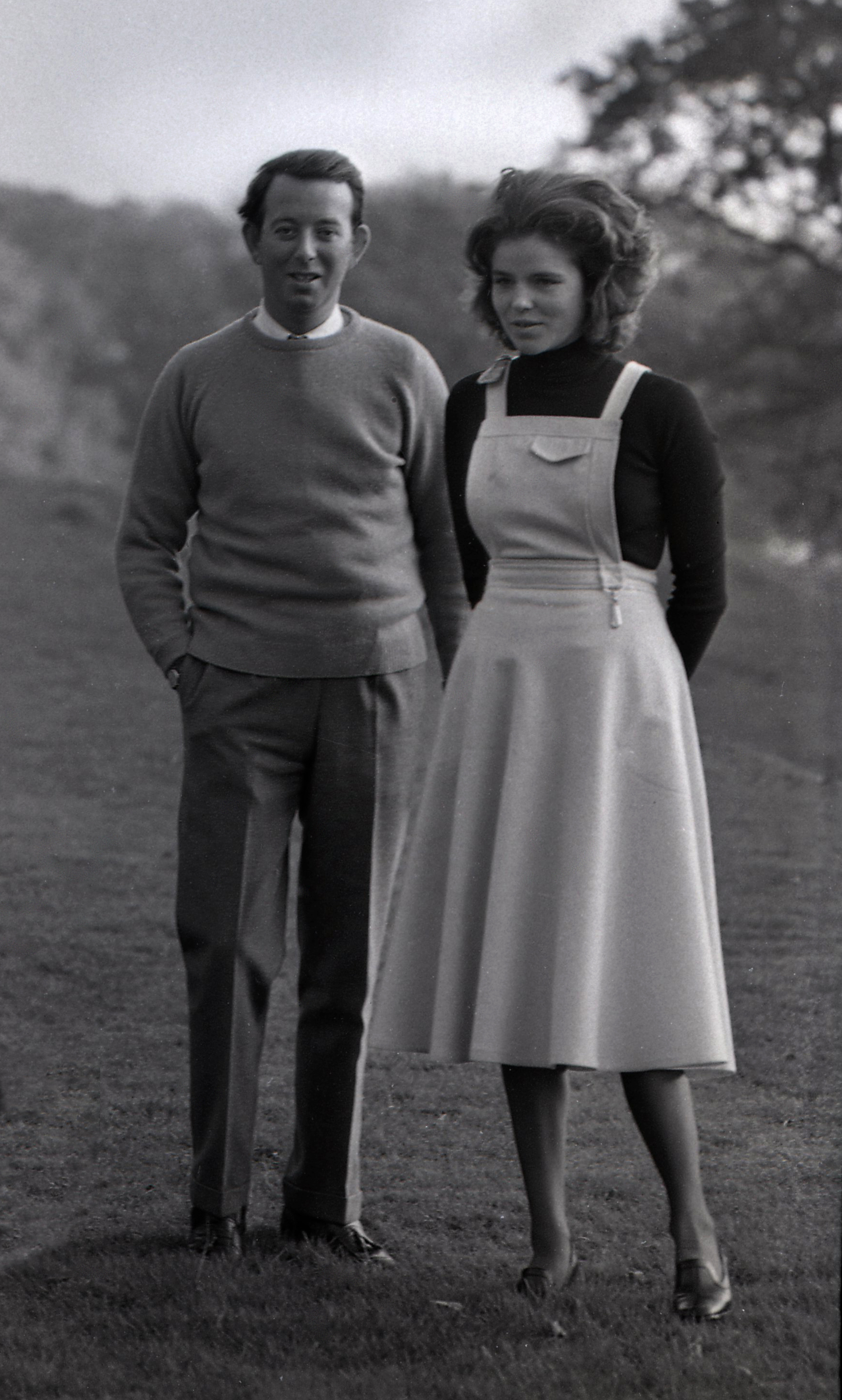
граф и графиня Галифакс

Чарльз Эдвард Питер Нил Вуд, 3-й граф Галифакс (англ. Charles Edward Peter Neil Wood, 3rd Earl of Halifax; род. 14 марта 1944 года) — британский пэр и консервативный политик.

## Биография
Родился 14 марта 1944 года в Йоркшире, Англия. Третий ребёнок и единственный сын Чарльза Вуда, 2-го графа Галифакса (1912—1980), внука Эдварда Вуда, 1-го графа Галифакса (1881—1959), вице-короля Индии и министра иностранных дел. Его мать, Рут Вуд (урожденная Примроуз), графиня Галифакс (1916—1989), была дочерью Нила Примроуза (1882—1917), члена Палаты общин, и внучкой Арчибальда Примроуза, 5-го графа Розбери (1847—1929), премьер-министра Соединенного Королевства, и Эдварда Стэнли, 17-го графа Дерби (1865—1948).
Он был воспитан в Суинфорд Паддокс, Ньюмаркет, и получил образование в колледжах Итона и Крайст-Черча, Оксфорд.

## Карьера
Как Питер Вуд, он безуспешно оспаривал Дирн-Вэлли в качестве кандидата от консерваторов на парламентских выборах в феврале 1974 года и всеобщих выборах в октябре того же года. 19 марта 1980 года он унаследовал титулы 3-го графа Галифакса, 7-го баронета Вуда из Барнсли в графстве Йорк, 5-го виконта Галифакса из Монк-Бреттона в Западном Райдинге графства Йоркшир и 3-го барона Ирвина из Кирби Андердейла в графстве Йорк.
Лорд Галифакс занимал должность заместителя лейтенанта Хамберсайда с 1983 по 1996 год. В 1985 году он занимал должность мирового судьи Уилтон-Бикона, а в 1988 году — верховного стюарда Йоркского собора. Вуд занимал должность вице-лорда-лейтенанта Ист-Райдинга, Йоркшир, в 1996 году. Он является рыцарем Святого Иоанна и мировым судьей.
Лорд Галифакс является неисполнительным директором Hambros Bank, вице-председателем Christie, Manson & Woods (европейское подразделение Christie’s international fine arts auctioneers) и директором Yorkshire Post Newspapers Ltd. Он является управляющим советом фонда школы Поклингтон . Он является президентом Фонда художественных коллекций Лидса, вице-президентом Йоркширского общества, и членом совета директоров Jockey Club Estates. Граф и графиня Галифакс являются активными членами Жокейского клуба.

## Семья
17 ноября 1976 года лорд Галифакс (тогда лорд Ирвин) (который когда-то был потенциальным мужем принцессы Анны) женился на Камилле Янгер из шотландской пивоваренной семьи, бывшей жене Ричарда Паркера Боулза (женился в 1973 году и развелся в 1976 году), младшего брата Эндрю Паркера Боулза, первого мужа королевы Камиллы. Эндрю также флиртовал с принцессой Анной. Графиня Галифакс и королева Камилла — бывшие невестки.
У лорда и леди Галифакс есть сын и дочь:
- Достопочтенный Джеймс Чарльз Вуд, лорд Ирвин (род. 24 августа 1977), наследник титула, женат на Джорджии Кларксон, леди Ирвин, дочери Патрика Роберта Кларксона Джеймса (сын коммандера Роберта Энтони Кларксона), и Бриджет Сесилия Дойн, 14 октября 2006 года в храме апостола и евангелиста Иоанна Богослова, Саттон-Вени в графстве Уилтшир, Англия. У супругов есть двое детей:
  - Достопочтенный Рекс Патрик Вуд (род. 12 августа 2010)
  - Достопочтенная Одри Нэнси Вуд (род. 23 января 2013)
- Леди Джоанна Виктория Вуд (род. 15 января 1980).

У графини Галифакс также есть дочь от первого брака с Ричардом Юстасом Паркером Боулзом, Эмма Паркер Боулз (род. 1974).
Граф и графиня Галифакс живут в семейном поместье Гарроуби-Холл площадью 20 000 акров недалеко от Гарроуби, Ист-Райдинг Йоркшира. Леди Галифакс является национальным президентом Macmillan Cancer Support.